# Thwa
Thwa, die Spanne, war ein Längenmaß in Rangun.
- 1 Thwa = 24,26 Zentimeter[1]

Die Maßkette war:
- 1 Taong/Taim/Elle = 2 Thwas/Spannen = 3 Mails/Handbreiten = 24 Thits/Fingerbreiten = 96  Mo-gaus = 6 Nhon/Sesamkörner = 10 Cha-khycs/Haarbreiten = 19 l/10 Zoll (engl.) (= 48,514 Zentimeter errechn.)